# Jean Ntagwarara
Jean Ntagwarara (* 22. September 1947 in Bugera) ist ein burundischer römisch-katholischer Geistlicher und emeritierter Bischof von Bubanza.

## Leben
Jean Ntagwarara besuchte die Grundschulen in Buziracanda und Kiganda sowie von 1960 bis 1964 das Kleine Seminar in Kanyosha. Anschließend studierte er Philosophie und Katholische Theologie am Priesterseminar in Burasira (1964–1967) und Chemie an der Universität von Burundi (1967–1969). 1969 setzte Ntagwarara seine Studien an der Université catholique de Louvain fort und erwarb 1971 mit der Arbeit Contribution à l’étude des arseniures de cuivre obtenus par vie humide („Beitrag zum Nachweis der durch das Feuchtverfahren gewonnenen Kupferarsenite“) ein Lizenziat im Fach Chemie. Nach der Rückkehr in seine Heimat war er als Lehrer am Lycée Notre Dame de la Sagesse und an der École normale de garçons in Gitega tätig. Am 15. August 1976 empfing er das Sakrament der Priesterweihe für das Erzbistum Gitega.
Ntagwarara wirkte zunächst zwei Jahre in der Pfarrseelsorge. 1978 wurde er für weiterführende Studien nach Frankreich entsandt, wo er 1983 an der Université des sciences humaines de Strasbourg bei Bernard Renaud mit der Arbeit Alliance d’Israël au pays de Moab (Dt 28,69–30,20) Analyse exégétique, histoire rédactionnelle et théologie („Der Bund Israels mit dem Land Moab (Dtn 28,69–30,20) Exegetische Analyse, Redaktionsgeschichte und Theologie“) zum Doktor der Theologie im Fach Biblische Theologie promoviert wurde. Danach lehrte Ntagwarara am Priesterseminar in Bujumbura. Zusätzlich war er ab 1985 Geistlicher Assistent des Œuvre des Foyers de Charité in Bujumbura. Darüber hinaus gehörte Ntagwarara von 1991 bis 1992 der Kommission an, die eine neue Verfassung für Burundi erarbeitet hat.
Am 24. Oktober 1997 ernannte ihn Papst Johannes Paul II. zum Bischof von Bubanza. Der Bischof von Bujumbura, Evariste Ngoyagoye, spendete ihm am 14. Februar 1998 die Bischofsweihe; Mitkonsekratoren waren der Erzbischof von Gitega, Simon Ntamwana, und der Bischof von Ngozi, Stanislas Kaburungu. Sein Wahlspruch Spiritus est Deus („Der Geist ist Gott“) stammt aus Joh 4,24 . Von April 2004 bis Juli 2007 fungierte Ntagwarara zudem als Präsident der Burundischen Bischofskonferenz. Später wurde er Vorsitzender der Kommission für den Klerus und der Kommission für die Pastoral und die Katechese. Außerdem nahm er 2001 an der zehnten ordentlichen Generalversammlung der Bischofssynode zum Thema Der Bischof als Diener des Evangeliums Jesu Christi für die Hoffnung der Welt teil.
Papst Franziskus nahm am 1. April 2023 das von Jean Ntagwarara aus Altersgründen vorgebrachte Rücktrittsgesuch an.

## Schriften
- Contribution à l’étude des arseniures de cuivre obtenus par vie humide. Université catholique de Louvain. Laboratoire de chimie minérale, Louvain-la-Neuve 1971.
- Alliance d’Israël au pays de Moab (Dt 28,69–30,20) Analyse exégétique, histoire rédactionnelle et théologie. Straßburg 1983, OCLC 491469485.